# 神戸女子選抜長距離大会
神戸女子選抜長距離大会は毎年10月に行われる陸上競技大会である。兵庫リレーカーニバルと並び、兵庫県内における主要陸上競技大会の一つとして数えられる。大会当初から兵庫県神戸市須磨区の神戸総合運動公園ユニバー記念競技場で開催される。翌年開催の国際大会やマラソン大会の前哨戦的な大会でもある。

## 主催
- 兵庫陸上競技協会

## 後援
- 日本陸上競技連盟
- 神戸市
- 神戸市教育委員会
- 神戸市体育協会
- 朝日放送

## 競技種目
- 5000メートル走
- 10000メートル走